# Immigration algérienne en Belgique
La diaspora algérienne de Belgique est la sixième plus grosse communauté algérienne du monde, après celle de l'Italie, du Canada, du Royaume-Uni, de l'Espagne et de la France. Les Algériens seraient 70 000 en Belgique,, ce qui en ferait le deuxième groupe de la communauté maghrébine de Belgique après les Marocains. Plus de la moitié des Algériens du Benelux vivent en Belgique. La plupart vivent dans la capitale Bruxelles ; d'autres importantes populations vivent à Charleroi, Anvers, Gand, Namur, Mons et Liège. La plupart des Algériens vivants en Belgique sont des Kabyles, faisant de ce pays la deuxième communauté kabyle dans le monde après la France.

## Personnalités belges ayant au moins un parent d'origine algérienne
- Brahim Attaeb, chanteur de r&b, présentateur
- Madani Bouhouche, ancien gangster, ancien gendarme
- Dalila Douifi, ancienne députée fédérale
- Yasmine Kherbache, membre de la Cour constitutionnelle, ancienne députée flamande, puis fédérale
- Nadjem Lens Annab, footballeur
- Hadja Lahbib, ministre fédérale des Affaires étrangères
- Laurette Onkelinx (mère algérienne), ancienne ministre fédérale
- Nawelle Madani Humoriste/Actrice
- Mohammed Ibn Najiallah, historien et auteur